# Orden de la Corona de Westfalia

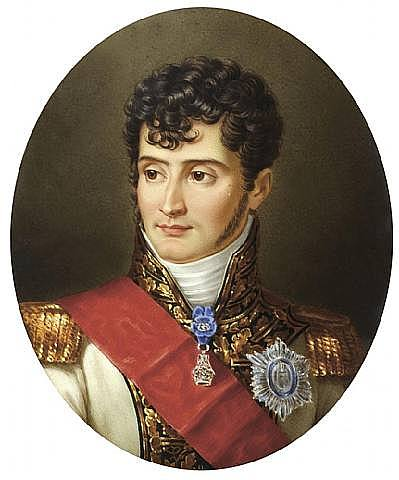
Jerónimo Bonaparte con la estrella y joya de comandante de la Orden. Pintura por Sophie Liénard.

La Orden de la Corona de Westfalia (en alemán, Orden der Westfälischen Krone) fue instituida en París el 25 de diciembre de 1809 por el rey Jerónimo I de Westfalia, más conocido como Jerónimo Bonaparte, hermano de Napoleón. 
El lema de la orden era "CHARACTER UND AUFRICHTIGKEIT" (en español Carácter y honestidad). Detrás se podía leer la inscripción "ERRICHTET DEN XXV DEZEMBER MDCCCIX". La cinta de la orden era azul oscuro.